# Octave Minds
Pour leur album, voir Octave Minds (album).
Octave Minds est un groupe formé du pianiste canadien Chilly Gonzales, du producteur et DJ allemand Boys Noize et du quatuor allemand Kaiser Quartett. Le groupe n'était originellement composé que de Chilly Gonzales et de Boys Noize.

## Biographie
Les deux premiers membres du groupe ont connu quelques interactions avant de monter des projets communs de plus grande envergure. Ainsi, en 2008 Boys Noize remixe la chanson Working Together issue de l'album Soft Power de Chilly Gonzales. En 2009 sort un remake par Chilly Gonzales de la musique Waves, produite par Erol Alkan et Boys Noize.
Chilly Gonzales et Boys Noize ont travaillé ensemble pour l'album Ivory Tower paru en 2010. Cet album, qui est en fait la bande originale du film du même nom, est un album de Chilly Gonzales, mais il est produit par Boys Noize et les musiques sont toutes composées par les deux artistes. Il s'agit du premier album collaboratif du duo, même s'il n'est pas crédité comme tel.
La collaboration continue en 2011 et le single Working Together de Gonzales est à nouveau édité, présentant des remixes par Boys Noize. Cette fois, les noms des deux artistes sont mis côte à côte.
Le travail commun des deux artistes aboutit finalement à la formation d'un groupe nommé Octave Minds en 2014. Le groupe sort en septembre 2014 l'album Octave Minds.
En Août 2015, Boys Noize annonce sur les réseaux sociaux qu'il est en répétition avec Chilly Gonzales. Le quatuor Kaiser Quartett, qui a travaillé avec Chilly Gonzales sur l'album Chambers, rejoint le groupe Octave Minds pour les répétitions d'une performance live. Les artistes se produisent ensemble à Berlin le 4 septembre 2015 lors du Zeitgeist Symbiosis et livrent une version live de l'album Octave Minds.

## Discographie
- 2014 : Octave Minds